# Samoa i olympiska sommarspelen 1992
Samoa deltog i de olympiska sommarspelen 1992 men ingen av deltagarna erövrade någon medalj.

## Tyngdlyftning
Marcus Stephen tävlade i tyngdlyftning. 